# Anton Tjupkov
Anton Michajlovitj Tjupkov (ryska: Антон Михайлович Чупков), född 22 februari 1997, är en rysk simmare.

## Karriär
Tjupkov vann olympiskt brons på 200 meter bröstsim i Rio de Janeiro 2016. Han vann VM-guld på långbana på samma distans 2017.
Vid Europamästerskapen i simsport 2021 tog Tjupkov guld på 200 meter bröstsim. Tjupkov fick även ett silver då han simmade i försöksheatet på 4×100 meter medley. Tjupkov tävlade i tre grenar vid olympiska sommarspelen 2020 i Tokyo. Han tog sig till final på 200 meter bröstsim och slutade på fjärde plats. På 100 meter bröstsim tog sig Tjupkov till semifinal, där han slutade på 16:e plats. Han simmade även för Ryska olympiska kommitténs lag i försöksheatet på 4×100 meter medley.